# Tiribazo
Tiribazo fue un sátrapa persa de Sardes durante parte de la guerra de Corinto. En 392 a. C., recibió enviados de los principales beligerantes de esta guerra, y sostuvo una conferencia con el propósito de discutir el final de la guerra. Esta discusión fracasó, pero Tiribazo, convencido de que Atenas era una amenaza para Persia en el Egeo, secretamente suministró fondos para reconstruir la flota espartana. Tiribazo había favorecido a los espartanos, por lo que entró en conflicto con el rey persa Artajerjes II y fue relevado de su cargo. Pasó a ocupar su lugar Autofradates, y las ciudades jonias fueron separadas de la satrapía de Lidia y sometidas a un sátrapa propio, Estrutas, quien siguió una política antiespartana.
Cinco años más tarde, en 387 a. C., en Sardes había sido depuesto el sátrapa Estrutas y había sido reemplazado otra vez por Tiribazo. Este era amigo de los espartanos, quienes enviaron a Sardes a Antálcidas. Tiribazo trabajó junto con el espartano Antálcidas para reconstruir la flota espartana cuando la amenaza de los intereses atenienses en la región, llevaron a los atenienses y sus aliados a la mesa de negociaciones. Tiribazo y Antálcidas emprendieron juntos el viaje a la lejana Susa, para enterarse de las condiciones del Gran Rey para la conclusión de la paz. Tiribazo representó a Artajerjes en las negociaciones que condujeron a la Paz de Antálcidas. Las condiciones de paz eran desastrosas para los adversarios de Esparta. Nada tiene de extraño que se negaran a aceptarlas.